# 静西
静西（しずかにし）は、福島県郡山市に所在する町丁である。郵便番号は963-0232。

## 地理
郡山市中西部の行政区である大槻町に属する。北で中野、東で谷地本町、南東で御前南、南から北西にかけ大槻町とそれぞれ隣接する。中谷地土地区画整理事業実施区域のなかで南東側に位置する。市道静西二丁目1号線を境に東に一丁目、西に二丁目が設置されている。コスモス通りや静御前通りといった幹線道路の裏手に位置した住宅街をなす。大槻町に所在する郡山警察署大槻交番、および大槻町に所在する郡山消防署大槻基幹分署がそれぞれ管轄にあたる。

## 世帯数と人口
2024年1月1日現在の世帯数と人口は以下の通りである。
| 町丁 | 世帯数  | 人口  |
| ---- | ------- | ----- |
| 静西 | 438世帯 | 986人 |

## 小・中学校の学区
市立小・中学校に通う場合、学区は以下の通りとなる。
| 番地   | 小学校             | 中学校                 |
| ------ | ------------------ | ---------------------- |
| 一丁目 | 郡山市立大成小学校 | 郡山市立郡山第七中学校 |
| 二丁目 | 郡山市立大槻小学校 | 郡山市立大槻中学校     |

## 交通

### 道路
- 福島県道6号郡山湖南線

## 施設等
- 中谷地公園